# Maguiguana Cossa
Maguiguana Cossa (Khocene, Gaza — Mapulanguene,  10 de Agosto de 1897), na língua angune Magigwani, mas frequentemente referido na literatura por Maguiguane Cossa, Maguiguana Khossa ou simplesmente por Maguiguana, foi um líder militar do Estado de Gaza, considerado o melhor general de Ngungunhane. 
Depois da prisão deste em 1895, tomou o comando dos que se recusavam a aceitar o domínio português. 
Após a derrota do que restava dos seus guerreiros no Combate de Macontene, em 21 de Julho de 1897, por uma força portuguesa comandada por Joaquim Mouzinho de Albuquerque, fugiu em direcção à África do Sul, sendo perseguido por um grupo dirigido pelo próprio Mouzinho, e finalmente morto perto de Malapanguene em 10 de Agosto.